# 國軍臺中總醫院中清分院
24°09′43″N 120°40′21″E / 24.1619814°N 120.6725982°E
國軍臺中總醫院中清分院是位於臺灣臺中市北區的國軍醫院，配合國家醫療政策及國軍醫療政策，提供國軍及一般民眾高品質及完善的醫療服務。中清分院現址在台灣日治時期為1940年設立的「臺中陸軍病院」，在二戰後改為臺灣空軍療養所，而北平空軍醫院在1948年遷入，兩者合併後改為臺中空軍醫院，之後發展為現今之規模。

## 沿革

### 日治時期
1896年3月11日，原臺灣省城內設置了臺灣守備混成第二旅團司令部，並同時編組了「臺灣衛戍病院」。臺灣衛戍病院的職員共86人在4月5日到達基隆港，同月13日抵達台中，途中在大甲、牛罵頭設立衛戍病院。台灣衛戍病院的設施是將原臺灣省城的聖廟、城隍廟改建修繕後充當。在工程進行期間，曾利用騎兵隊宿舍作臨時病院，並在4月19日先移轉到臺灣守備步兵第三隊營區，直到臺灣衛戍病院完工後，在5月1日開院。1896年8月28日，改稱「臺中衛戍病院」；同年10月10日，大甲及牛罵頭衛戍病院關閉；11月1日，埔里、苗栗、鹿港、嘉義、雲林、北斗等6處衛戍病院改為臺中衛戍病院的分院。1897年2月10日，開設彰化分院；同年4月1日開設林圯埔、東勢角、大甲分院。1898年3月14日，鹿港分院關閉。1899年1月7日，嘉義分院改隸臺南衛戍病院。1902年3月26日，北斗分院關閉；同年6月1日，再度設置鹿港分院，以收治需療養的患者；同月11月13日，院內部分人員組成北勢蕃討伐隊的衛生部，在隔月解散。1904年2月12日，鹿港分院關閉；同月31日，第二旅團司令部編制調整，臺中衛戍病院改為「臺北衛戍病院臺中分院」，斗六、林圯埔分院改隸台南衛戍病院，埔里分院改隸臺北衛戍病院。1910年，台中分院遷到舊的野戰砲兵大隊兵舍，位在台灣步兵第1聯隊第3大隊營區的西側，病院原址則於後由帝國製糖興建臺中糖廠。1914年5月6日，組成太魯閣蕃討伐隊。1936年11月4日，《衛戍病院令》公告修正，台中分院在同月10日改稱「臺北陸軍病院臺中分院」。
1940年，臺中分院獨立為「臺中陸軍病院」，並在台中市區北側的賴厝廍新建醫院，在同年8月開始進行病院移轉事務。1942年6月7日，臺中陸軍病院舉行開廳式，且設有構內神社「報國神社」，在同日舉行鎮座祭。1944年11月16日，在台中市梅枝町開設「梅枝分病室」。1945年1月19日，在台中市新高町開設「新高分院」；同年4月1日，將梅枝分病室的設施移至新高郡集集街開設「集集分院」；4月17日，在集集街拔社埔開設「拔社埔分院」。

### 戰後
1945年8月15日日本投降，拔社埔分院在9月7日關閉；同年9月10日，位在新竹州大湖郡大湖庄的「第222兵站病院」改為「臺中陸軍病院大湖分院」，收容全臺的結核病患及精神病患約400人。1946年1月5日，大湖分院改隸臺北陸軍病院；同月25日，集集分院關閉。同年1月下旬，來自中國的監理人員常駐臺中陸軍病院，並至2月下旬接收完畢。
臺中陸軍病院在1946年被接收後改為「臺灣空軍療養所」，而同年在北平成立了「北平空軍醫院」。1948年12月，北平空軍醫院隨中華民國政府遷臺而落角於台中市北區。1949年1月16日，北平空軍醫院與台灣空軍療養所合併為「臺中空軍醫院」。1986年，國防部實施三軍醫療單位統一編制，改編為「國軍816醫院」。1998年7月1日，精實案實施，隸屬國軍臺中總醫院，改為「國軍臺中總醫院中清院區」。2003年6月爆發SARS疫情之際，中清分院曾作為SARS專責醫院。2015年1月1日，更名為「國軍臺中總醫院中清分院」。

## 交通
臺中市公車
直達本院「八0三醫院中清分院」站
- 中台灣客運：25
- 中鹿客運：52
- 國光客運：86

周邊站位「中清忠明路口」站下車，然後步行約300公尺即可抵達。
- 台中客運：6（含副）、29、101、108、500、
- 中鹿客運：32、525
- 豐原客運：850

註：86路唯一總院及中清分院皆有到達的路線。

## 外部連結
- 官方网站